# Березичівський заказник
Березичівський — гідрологічний заказник місцевого значення. Об'єкт розташований на території Любешівського району Волинської області, с. Березичі.
Площа — 6,3 га, статус отриманий у 1982 році.
Охороняється болото сфагнового типу. Тут зростає береза повисла (Betula pendula) та сосна звичайна (Pinus sylvestris), у трав'яному покриві - мохи, журавлина болотна (Vaccinium oxycoccos) та лохина (Vaccinium uliginosum). У заказнику мешкають та розмножуються навколоводні птахи та інші види північнополіської фауни.